# Sol Yurick
Sol Yurick (Nueva York, 18 de enero de 1925 - 5 de enero de 2013) fue un novelista estadounidense.

## Biografía
Nació en el seno de una familia de clase obrera de inmigrantes judíos marxistas políticamente activos. A la edad de 14 años, Yurick se desilusionó con la política a raíz del pacto entre Hitler y Stalin. Se alistó durante la Segunda Guerra Mundial, trabajando como técnico quirúrgico. Estudió en la Universidad de Nueva York después de la guerra, especializándose en literatura. Tras su graduación en 1959, obtuvo un M.A. en el Brooklyn College en 1961 y empezó a trabajar con el departamento de bienestar social como investigador, un trabajo que ocupó hasta comienzos de los años 60, cuando asumió el oficio de escritor a tiempo completo. En esta época, estuvo involucrado en la asociación Students for a Democratic Society ('Estudiantes por una Sociedad Democrática') y el movimiento de oposición a la Guerra de Vietnam.
Yurick siguió activo como escritor hasta su muerte. En los últimos tiempos trabajaba en un proyecto capaz de analizar todos los textos posibles desde una perspectiva marxista y evolucionista.

## Obras
Obras literarias
Su primera novela, The Warriors, apareció en 1965. En ella combina una historia clásica griega, de la Anábasis de Jenofonte, con una trama ficticia de guerras de bandas en la Nueva York contemporánea. Dicha obra inspiró la película del mismo nombre (1979), un clásico del cine de acción dirigido por Walter Hill. Entre el resto de su obra cuentan: Fertig (1966), The Bag (1968), Someone Just Like You (1972), An Island Death (1976), Richard A (1981), Behold Metatron, the Recording Angel (1985), Confession (1999).
En 1984, Yurick publicó una novela corta distópica en que imaginaba una isla virtual enteramente imaginaria, Malaputa (inspirada en la Laputa de Los viajes de Gulliver de Jonathan Swift) que servía para expoliar cuentas bancarias en Internet causando el colapso del sistema bancario mundial. Se trata de The King of Malaputa / El rey de Malaputa, que anticipa en quince años la novela más conocida del ciberpunk Neal Stephenson, Cryptonomicon (1999) y su isla imaginaria Kinakuta, centro de actividades bancarias. 
Guiones cinematográficos
- The Warriors (1979), de Walter Hill.
- The Confession (1999), de David Hugh Jones.

## Reconocimientos
- Guggenheim Fellowship, en 1972.